# ミスター・ボージャングルス
「ミスター・ボージャングルス」 ("Mr. Bojangles") は、アメリカのカントリー・アーティスト、ジェリー・ジェフ・ウォーカーが1968年に発表した同名のアルバムに収録された曲である。それ以来、米国のカントリー・ミュージック・バンド、ニッティー・グリッティー・ダート・バンドを含む他の多くのアーティストによってレコーディングされており、NGDBの1970年のアルバム Uncle Charlie＆His Dog Teddy に収録されたバージョンはシングルとしてリリースされ、1971年のビルボードホット100で9位を記録した。この曲のライブ・バージョンはウォーカーの1977年のアルバム A Man Must Carry On と1980年のアルバム The Best of Jerry Jeff Walker に収録されており、2015年のコンサート・アルバム Circlin' Back ではニッティ・グリッティ・ダート・バンドと一緒に歌っている。また、この曲はサミー・デイヴィスJr.とも広く関係しており、20年近くに渡って彼のステージショーやテレビの生演奏の一部となっている。
NGDBのシングル・バージョンは、アルバム Uncle Charlie にも収録されているアンクル・チャーリーのインタビュー（副題「プロローグ：アンクル・チャーリーと彼の犬テディ」）から始まる。元々は、アルバムから抜粋されたアンクル・チャーリーとの別のインタビューをバックにしていたが、このアルバムではアンクル・チャーリーとのインタビューも収録されています。「ミスター・ボージャングルス」がチャートを上昇し始めた時、B面にインタビューなしの同曲で再プレスされた。NGDBのギタリスト、ジェフ・ハンナがリード・ヴォーカルのほとんどを担当し、バンドメイトのジム・イボットソンがハーモニー・ヴォーカルを担当していたが、最後のヴァースで2人の役割が入れ替わった。

## 内容
ウォーカーはニューオーリンズの刑務所での大道芸人との出会いがこの曲を書くきっかけになったと語っている。1965年に公然の酩酊状態で刑務所に入っていた時、彼は警察から正体を隠すために「ミスター・ボージャングルス」と名乗るホームレスの男に出会った。彼は注目を集めた殺人事件の後に行われた警察の貧困層の捜索の一環として逮捕されていたのだ。2人の男性と監房内の他の人は、物事のあらゆる方法についておしゃべり、しかし、ボージャングルスが彼の犬についての話をしたときに部屋の雰囲気が重くなった。独房の他の誰かが気分を明るくするために何かを要求し、ボージャングルスはタップダンスを踊った 。
曲は四分の三と八分の六の2つの拍子記号で表記されている。

## レコーディングされたバージョン
この曲は、1967年にオースティンのチェッカー・フラッグ・フォーク・クラブのライブパフォーマンス中に、オースティンの人気パフォーマー、アレン・ウェイン・ダムロンによって初めてに録音された。ジェリー・ジェフ・ウォーカーは1968年6月7日にテネシー州メンフィスでシングル・バージョンを（ボビー・ウッズ、チャーリー・フリーマン、サンディ・ローズ、トミー・マクルーア、サミー・クリーソン、ストリングオーケストラと共に）レコーディングし、6月20日にアトコ・レコードリリースされた（Atco＃6594）。また、ニューヨーク市で、デヴィッド・ブロムバーグ、ゲイリー・イリングワース、ダニー・ミルホン、ボビー・クランショウ、ジョディス・チェッチャー、ドニー・ブルックス、ロン・カーター、ビル・ラヴォーニャ、ジェリー・ジェモットとともに「ミスター・ボージャングルス」のストリングなしバージョンをレコーディングした。このレコードは1968年9月25日にアトコ(Atco #33-259)からリリースされた。
これ以降、ウォーカーのこの歌は、多くの人気アーティストによってレコーディングされた：クリストファー・アストローム、チェット・アトキンス、ヒューゲス・オーフレー（フランス語版、1984年）、ハリー・ベラフォンテ、バミューダ・トライアングル・バンド、デヴィッド・ブロムバーグ、ガース・ブルックス、デニス・ブラウン、ジョージ・バーンズ、J・J・ケイル、デビッド・キャンベル、ボビー・コール、エドウィン・コリンズ、ジム・クロース、ジェイミー・カラム、キング・カーティス、サミー・デイヴィス・ジュニア、ジョン・デンバー、ニール・ダイアモンド、コーネル・デュプリー、ボブ・ディラン、ボビー・ジェントリー、アーロ・ガスリー、トム・T・ホール、ジョン・ホルト、ホイットニー・ヒューストン、クイーン・イフリカ、ビリー・ジョエル、デイヴ・ジャーヴィス、エルトン・ジョン、フランキー・レイン、ルル、ロッド・マッケン、ドン・マクリーン、M.C.ニート、ビビ・ニューワース、ハリー・ニルソン、ドリー・パートン、ジョニー・ペイチェック、エスター・フィリップス、レイ・クイン、マイク・シャンク、ヘルゲ・シュナイダー、ニーナ・シモン、コーベン・シンプソン、トッド・スナイダー、キャット・スティーヴンス、ジム・スタッフォード、ジャッド・ストランク、ラドカ・トネフ、ブラッドリー・ウォルシュ、ロビー・ウィリアムズ、ポール・ウィンターなど。
この曲に合わせてボブ・フォッシーが振り付けたダンスは、フォッシーの1978年のショー「Dancin」にも登場したことがあり、1999年のウエストエンドとブロードウェイの劇場でのショー「フォッシー」にも登場している。
さらに、作曲家のフィリップ・グラスは、ミニマル・オペラ『アインシュタイン・オン・ザ・ビーチ』の中で、「ミスター・ボジャングルス」に言及している。
ジム・キャリーもこの曲をサミー・デイビス・ジュニアの初期のスタンドアップや初の映画『Copper Mountain』での印象で披露している。
サミー・デイビス・ジュニアはウィリアム・シャトナーと同様にテレビでこの曲を披露した。
サミー・デイヴィス・ジュニア・バージョンの曲は映画『アメリカン・ムービー』のエンドクレジットで使用された。
ザ・シンプソンズのエピソード「ミルハウスはもうここに住んでいない」で、ホーマーはパンハンドリングをしながらこの曲を歌っている。
2016年に、ブラッドリー・ウォルシュはデビューアルバム Chasing Dreams にこの曲を録音した。
クリスチャン・マクブライドは、この曲を2017年のアルバム ‘’Bringin’ It’’ に収録した。 
この曲はFXミニシリーズ Fosse / Verdon の最終話で取り上げられておいり、FXはエグゼクティブ・プロデューサーのリン＝マニュエル・ミランダが歌ったバージョンをリリースした。

## チャート履歴
| チャート(1968)            | 最高位 |
| ------------------------- | ------ |
| 米国ビルボード・ホット100 | 77     |

| チャート(1970–71)                          | 最高位 |
| ------------------------------------------ | ------ |
| オーストラリアKMR                          | 15     |
| カナダ(RPM)トップ・シングル                | 2      |
| オランダ (Dutch Top 40)                    | 28     |
| ニュージーランド(Listener)                 | 2      |
| 米国ビルボード・ホット100                  | 9      |
| 米国ビルボード・アダルト・コンテンポラリー | 10     |
| 米国キャッシュボックストップ100            | 9      |

| チャート(1988)               | 最高位 |
| ---------------------------- | ------ |
| 全英シングル・チャート (OCC) | 96     |

| チャート(1971)            | 順位 |
| ------------------------- | ---- |
| オーストラリア            | 94   |
| カナダ                    | 36   |
| 米国ビルボード・ホット100 | 44   |
| 米国キャッシュボックス    | 45   |